# Strana Práv Občanů
Die Strana Práv Občanů ZEMANOVCI (SPOZ, deutsch Partei der Bürgerrechte – Zemans Leute) war eine tschechische Kleinpartei des Mitte-links-Spektrums, die im Oktober 2009 gegründet wurde. Hinter der Gründung stehen vor allem politische Weggefährten des ehemaligen sozialdemokratischen Ministerpräsidenten Miloš Zeman, der die Sozialdemokratie 2007 im Streit um den politischen Kurs verlassen hatte. Zeman stand der Partei zunächst als „Trainer“ zur Seite. Er führte sie auch in die Parlamentswahl 2010; dabei kandidierte er im Wahlkreis des damaligen sozialdemokratischen Oppositionschefs Jiří Paroubek.
Bei der Abgeordnetenhauswahl in Tschechien 2010 schaffte die Partei mit 4,33 % nicht den Sprung über die Fünf-Prozent-Hürde und verfehlte somit den Einzug in das Abgeordnetenhaus. Trotzdem dürfte das relativ gute Ergebnis hauptsächlich zu Lasten der Sozialdemokraten gegangen sein, die mit 22,1 % rund 10 Prozentpunkte gegenüber den letzten Wahlen verloren hatten. Zeman zog sich nach den Wahlen vom Vorsitz zurück, wurde aber zum Ehrenvorsitzenden gewählt. Bei den Wahlen zu den Parlamenten der tschechischen Regionen (Kraj) 2012 erreichte die Partei landesweit 3,08 % der Stimmen. In zwei Regionen (Zlín und Pardubice) gelang ihr allerdings der Sprung über die 5%-Hürde.

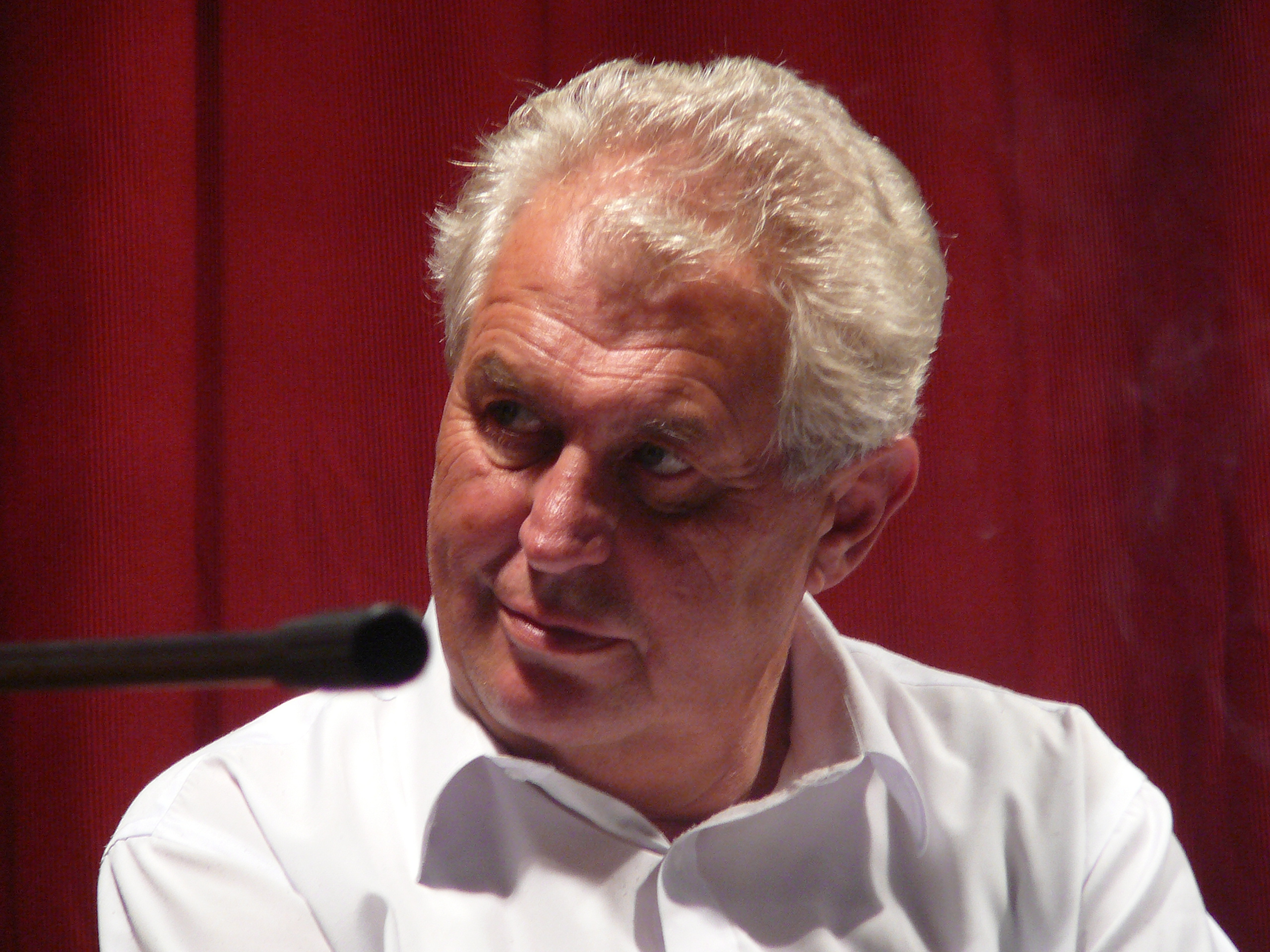
Miloš Zeman

Die SPO schickte Miloš Zeman bei der Präsidentschaftswahl 2013 ins Rennen. Zeman wurde im zweiten Wahlgang mit 54,8 % zum Präsidenten der Tschechischen Republik gewählt.
Bei den vorgezogenen Parlamentswahlen 2013 erreichte die Partei lediglich 1,51 %, obwohl sie in den Umfragen zuvor teilweise über der Sperrklausel von 5 % gelegen hatte.
Vorsitzender der Partei war von März 2014 bis März 2018 der ehemalige Präsident der tschechischen Agrarkammer Jan Veleba. Veleba wurde 2012 als parteiloser Kandidat in den Senat gewählt. Ab März 2018 war Lubomír Nečas Vorsitzender der SPO. Seit März 2020 ist Martin Šulc Vorsitzender.
Die Partei war mit Jan Veleba und František Čuba von 2014 bis 2018 mit zwei Vertretern im Senat des tschechischen Parlamentes vertreten. Im Senat bildeten sie mit den 2010 für die ČSSD gewählten Senatoren Jaroslav Palas und Jozef Regec, den zwei Senatoren der KSČM und dem für die nordböhmische Regionalpartei Severočeši.cz gewählten Senator Jaroslav Doubrava eine Fraktionsgemeinschaft, deren Vorsitzender Veleba war.
Politisch steht die Partei u. a. für die Einführung von Direktwahlen der Bürgermeister und Bezirkshauptleute.
Die Partei stand zwischenzeitlich im Verdacht, vom russischen Ölkonzern Lukoil finanziert zu werden.

## Umbenennung
Auf dem Parteitag am 30. März 2014 strich die Partei den Zusatz ZEMANOVCI (Zemans Leute) aus ihrem Titel und benannte sich in Strana Práv Občanů um. Gleichzeitig wurde der bisherige Parteivorsitzende Zdeněk Štengl durch Jan Veleba abgelöst. Die Partei wollte damit einen Neuanfang starten und zog Konsequenzen aus dem niedrigen Ergebnis bei der Abgeordnetenhauswahl 2013, bei der die Partei nur 1,5 % der Stimmen errungen hatte.
Im März 2018 kehrte die Partei zu ihrem vorherigen Namen Strana Práv Občanů ZEMANOVCI zurück.
Bei den Regionalwahlen 2016 trat die SPO in 11 der 13 Regionen gemeinsam mit der rechtspopulistischen Svoboda a přímá demokracie (SPD) an. Auf die gemeinsamen Listen entfielen landesweit knapp über 5 %.
Im März 2023 wurde die Auflösung der Partei angekündigt.